# Appias phoebe
Appias phoebe är en fjärilsart som först beskrevs av Felder 1861.  Appias phoebe ingår i släktet Appias och familjen vitfjärilar. Inga underarter finns listade i Catalogue of Life.

## Bildgalleri

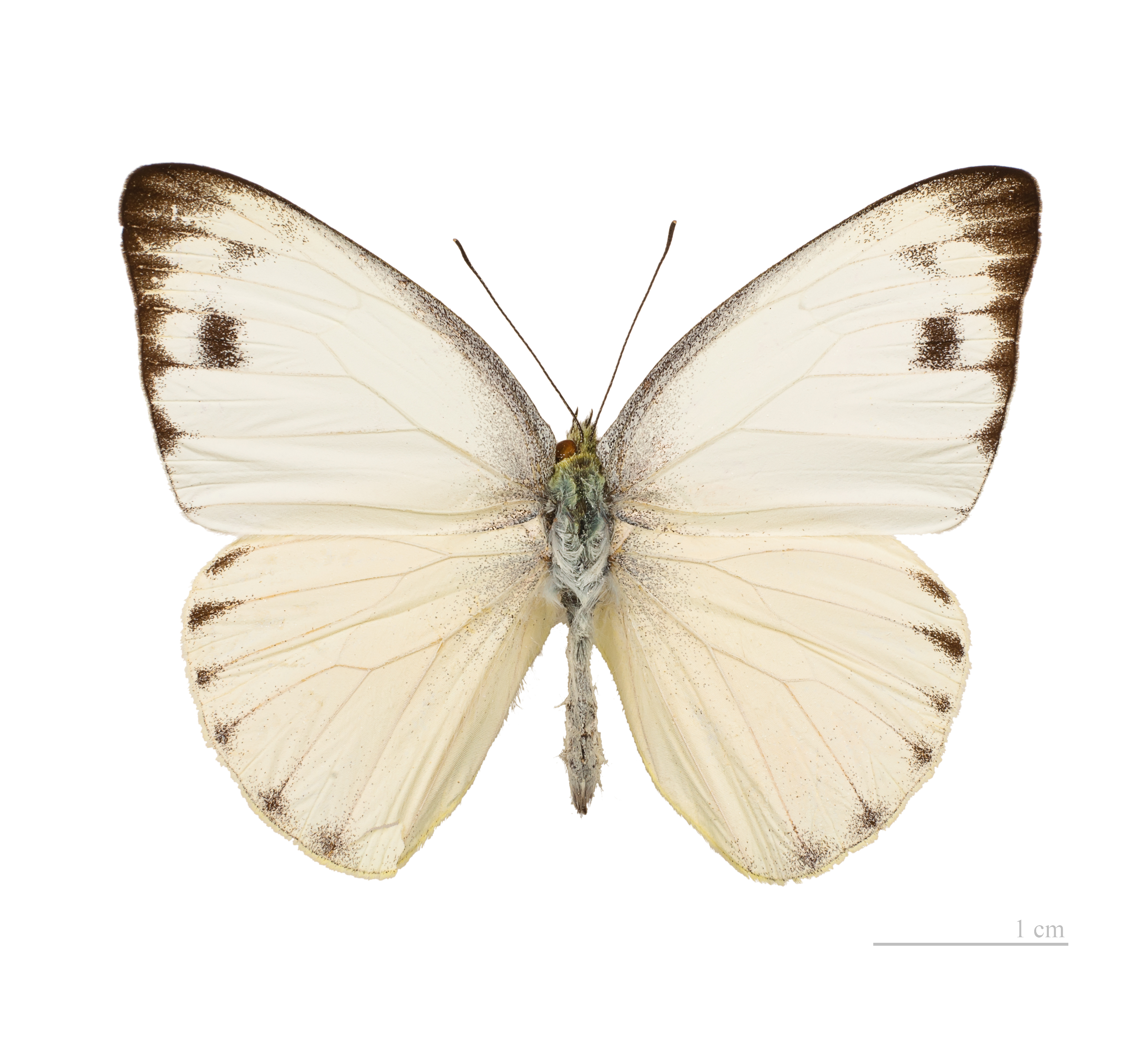
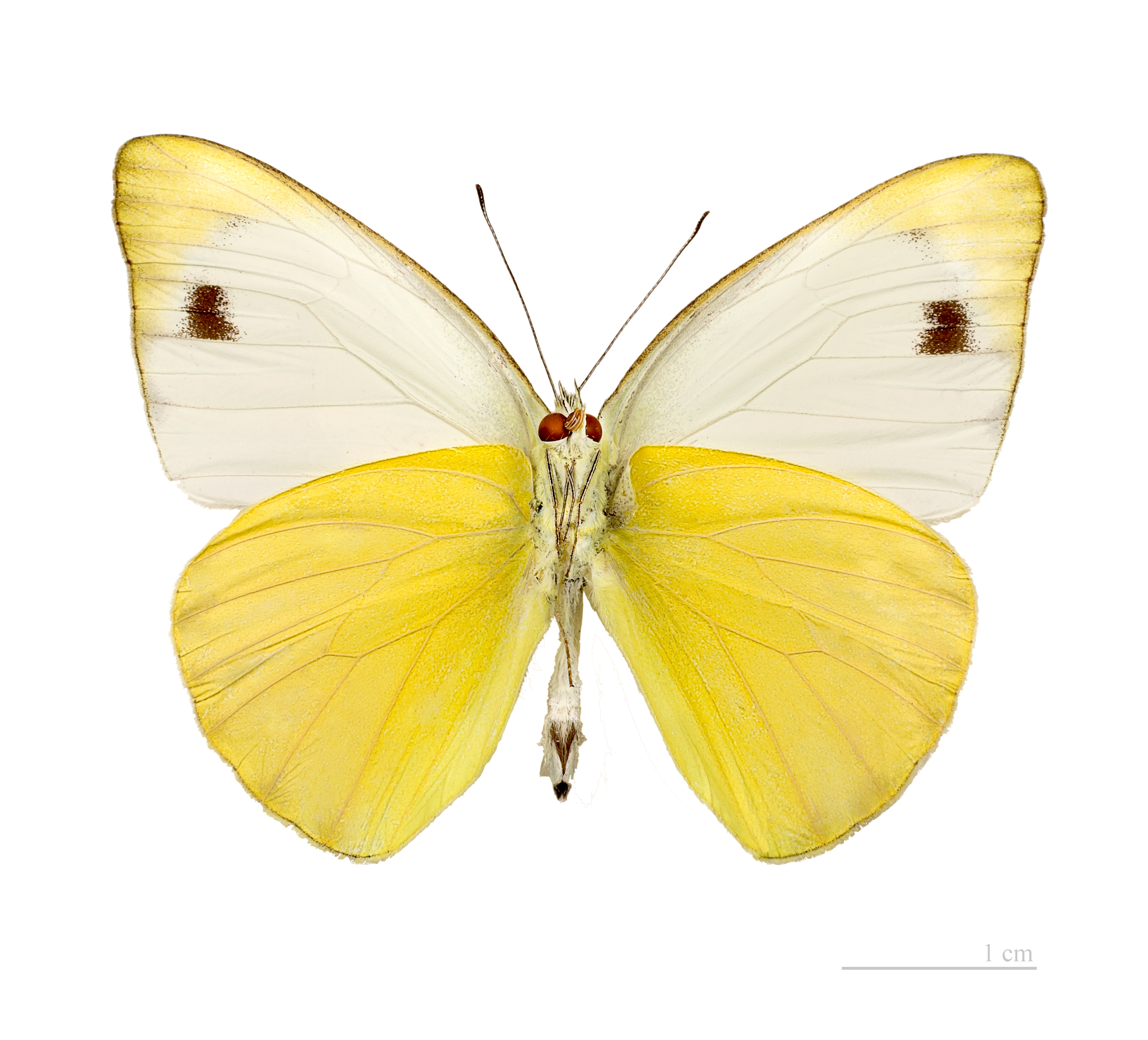